# ذا سيتي أوف لوست شايدرن (لعبة فيديو)
ذا سيتي أوف لوست شايدرن، هي لعبة فيديو بريطانية، تم تطويرها ونشرها من قبل ستوديو بسيغنوسيس، صدرت اللعبة في الأسواق سنة 1997، وتعمل لمنصات دوس وبلاي ستيشن، وهي مقتبسة من الفيلم الفرنسي الشهير تحمل نفس عنوان اللعبة.

## مواقع خارجية
- The City of Lost Children at GameFAQs
- The City of Lost Children at Giant Bomb
- The City of Lost Children at موبي غيمز